# بيل تورنر
بيل تورنر (بالإنجليزية: Bill Turner)‏ (16 نوفمبر 1901 في المملكة المتحدة - 1 يناير 1989) هو لاعب كرة قدم إنجليزي في مركز الوسط. لعب مع كريستال بالاس ونادي ووستر سيتي وبرومزغروف روفرز ‏.